# 石井光太
石井 光太（いしい こうた、1977年2月7日 - ）は、日本の作家、ノンフィクション作家、小説家、コメンテイター。東京都世田谷区成城生まれ。成城での少年期に違和感を感じていたと発言している。日本大学藝術学部文芸学科卒業。
ノンフィクションだけでなく、小説、絵本、漫画原作、シナリオ、写真集なども発表している。

## 略歴
2005年、『物乞う仏陀』（文藝春秋）でデビュー。同年の開高健ノンフィクション賞、大宅壮一ノンフィクション賞にノミネートされる。
2011年9月、『レンタルチャイルド』（新潮社）が第33回講談社ノンフィクション賞にノミネートされ、選考委員の立花隆からは高い評価を受けた。
2012年3月、第18回 「編集者が選ぶ雑誌ジャーナリズム賞」で、「ルポ 遺体安置所の人びと／遺体捜索」が「震災・原発報道特別賞」受賞。
2012年、『遺体：震災、津波の果てに』が、第34回講談社ノンフィクション賞と第11回新潮ドキュメント賞にノミネート。
2012年8月19日、TBS系列『情熱大陸』に出演。
2012年11月、日経ビジネスの「次代を創る100人」に選出。
2013年、『遺体：震災、津波の果てに』を原作にした映画『遺体 明日への十日間』が公開された。監督：君塚良一、主演：西田敏行、第36回モントリオール世界映画祭ワールド・グレーツ部門正式招待作品。
2013年11月、初の小説『蛍の森』（新潮社）を上梓。また、児童書『ぼくたちはなぜ、学校へ行くのか。―マララ・ユスフザイさんの国連演説から考える』（ポプラ社）を上梓。
2014年4月、NHK総合テレビのニュース番組「NEWS WEB」の第三期ネットナビゲーターに就任。
2015年8月、『浮浪児1945－：戦争が生んだ子供たち』（新潮社）がNHK「少年たちのゼロ年：NHK 戦後史証言プロジェクト 戦後ゼロ年」の原作となる。
2016年3月、「シリーズ 奈落の子供たち」（月刊誌「新潮45」掲載、のちに単行本『「鬼畜」の家』）が第47回大宅壮一ノンフィクション賞にノミネート。
2018年7月、北条裕子の小説作品「美しい人」（群像新人文学賞受賞作、芥川龍之介賞候補作）に『遺体』からの盗作・転用があることが判明。講談社はその後の調査を経て、石井と新潮社に謝罪した。
2018年11月、『43回の殺意』が第一回本屋大賞「ノンフィクション本大賞」にノミネート。
2019年1月、TOKYO FMスペシャルコンテンツ「ニュースが伝えない深層とドキュメンタリー」のパーソナリティーに就任（毎週木曜日）。
2019年3月、『原爆：広島を復興させた人びと』が第九回広島本大賞ノンフィクション部門を受賞。
2019年4月、NHK総合テレビ「クローズアップ現代+」に、番組史上初のレギュラーコメンテイターとして出演（毎週水曜日）。
2021年8月、『こどもホスピスの奇跡』が第20回新潮ドキュメント賞を受賞。石井は副賞の賞金100万円を全額、作品の舞台となったTSURUMIこどもホスピスへ寄付することを発表。
2021年11月、『格差と分断の社会地図』が貧困ジャーナリズム賞を受賞。
2023年7月、一般社団法人日本音楽事業者協会が芸能界における違法薬物対策プロジェクトとしての違法薬物撲滅動画「絶対零度のオアシス」を作成。プロジェクト全般の監修と脚本を石井が担当した。
2023年8月、『ルポ 誰が国語力を殺すのか』が第32回山本七平賞にノミネート。
2023年9月、「スペリオール ドキュメントコミック大賞」（『ビッグコミックスペリオール』小学館）の選考委員に就任。

## 人物
- 東京都世田谷区出身、三人きょうだいの長男。父親は、舞台美術家の石井みつる。小学生の頃から映画か文学の道に進むことを夢見て、高校時代から作家になることを目指す。大学一年でアフガニスタン難民キャンプへ単身で訪れ、ノンフィクション作家になることを決意。大学卒業後は就職せずに海外へ。そこでデビュー作『物乞う仏陀』を著した[21]。
- 2012年、第34回講談社ノンフィクション賞選考時に、選考委員の野村進は、候補作となった石井光太『遺体』について疑義を発し、『遺体』や石井のその他の著作で描かれているものは事実に基づかない創作なのではないか、そもそも石井は取材を行ってすらいないのではないのか、石井の作品はノンフィクションではなくフィクションなのではないか、というところにまで疑惑の目を向けた[22]。しかし、同作品は登場人物全員の合意の上で映画化されただけでなく、『情熱大陸』で登場人物たちは石井が遺体安置所で手伝いながら取材していたことを証言している[23]。
- JST／RISTEX 社会技術研究開発センターで2015年からアドバイザーを務めるなど、大学等における研究開発にも長年携わっている。2015年～「「安全な暮らしをつくる新しい公／私空間の構築」、20220年～「SDGsの達成に向けた共創的研究開発プログラム／社会的孤立・孤独の予防と多様な社会的ネットワークの構築」のアドバイザーを歴任[24][25]。
- 2021年、第20回新潮ドキュメント賞受賞の際の受賞の言葉「TSURUMIこどもホスピスは、寄付と善意で成り立つ民間の施設です。コロナ禍で様々な制約を受ける中でもスタッフや家族は難病の子と向き合い、短い命を輝かせようと懸命に尽力しています。友として寄り添い、短くとも深い人生を提供しようとしています。本賞は私だけでなく、そんな人々にも与えられたものだと理解しています。副賞はすべてホスピスに寄付させていただきます。」[26]。

## 著書
- 『物乞う仏陀』（2005年、文藝春秋）のち文春文庫
- 『神の棄てた裸体-イスラームの夜を歩く』（2007年、新潮社）のち新潮文庫
- 『絶対貧困-世界最貧民の目線』（2009年、光文社）のち新潮文庫
- 『日本人だけが知らない日本人のうわさ-笑える、あきれる、腹がたつ』（2010年、光文社新書）
- 『レンタルチャイルド-神に弄ばれる貧しき子供たち』（2010年、新潮社）のち新潮文庫
- 『地を這う祈り』（2010年、徳間書店）
- 『感染宣告-エイズなんだから、抱かれたい』（2010年、講談社）のち講談社文庫
- 『おかえり、またあえたね ストリート・チルドレンのものがたり』（2011年、東京書籍）
- 『飢餓浄土』（2011年、河出書房新社）
- 『ルポ 餓死現場で生きる』（2011年、ちくま新書）
- 『遺体-震災、津波の果てに』（2011年、新潮社）のち新潮文庫
- 『ニッポン異国紀行-在日外国人のカネ・性愛・死』（2012年、NHK出版新書）
- 『アジアにこぼれた涙』（2012年、旅行人）のち文春文庫
- 『戦場の都市伝説』（2012年、幻冬舎新書）
- 『津波の墓標』（2013年、徳間書店）のち徳間文庫カレッジ
- 『東京千夜』（2013年、徳間書店）のち徳間文庫
- 『僕らが世界に出る理由』（2013年、ちくまプリマー新書）
- 『世界の美しさをひとつでも多くみつけたい』（2013年、ポプラ新書）
- 『ぼくたちは なぜ、学校へ行くのか。―マララ・ユスフザイさんの国連演説から考える』（2013年、ポプラ社）
- 『蛍の森』（2013年、新潮社）のち新潮文庫
- 『世界貧困学入門』（2014年、PHP研究所）
- 『浮浪児1945－戦争が生んだ子供たち』（2014年、新潮社）のち新潮文庫
- 『ちいさなかみさま』（2014年、小学館）
- 『みんなのチャンス』（2014年、少年写真新聞社）
- 『幸せとまずしさの教室―世界の子どものくらしから』（2015年、少年写真新聞社）
- 『祈りの現場』（2015年、サンガ）
- 『君が世界を変えるなら』シリーズ全３作（2016年、ポプラ社）
- 『「鬼畜」の家』（2016年、新潮社）のち新潮文庫
- 『砂漠の影絵』（2016年、光文社）のち光文社文庫
- 『世界の産声に耳を澄ます』（2017年、朝日新聞出版）
- 『世界で一番のクリスマス』（2017年、文藝芸春秋）
- 『43回の殺意』（2017年、双葉社）のち新潮文庫
- 『原爆』（2018年、集英社）
- 『漂流児童』（2018年、潮出版）
- 『虐待された少年はなぜ、事件を起こしたのか』（2019年、平凡社）
- 『どうしたらいいかわからない君のための 人生の歩きかた図鑑』（2019年、日本実業出版社）
- 『本当の貧困の話をしよう 未来を変える方程式』（2019年、文藝春秋）
- 『死刑囚メグミ』（2019年、光文社）
- 『育てられない母親たち』（2020年、祥伝社新書）
- 『赤ちゃんをわが子として育てる方を求む』（2020年、小学館）
- 『それでも生きる』（2020年、筑摩書房）
- 『夢幻の街』（2020年、角川書店）
- 『地球村の子どもたち』シリーズ全４作（2020年、少年写真新聞社）
- 『近親殺人 そばにいたから』（2021年、新潮社）
- 『格差と分断の社会地図』（2021年、日本実業出版社）
- 『ヤクザチルドレン』（2021年、大洋図書）
- 『ルポ　自助2020‐』（2022年、筑摩書房）
- 『ルポ　誰が国語力を殺すのか』（2022年、文藝春秋）
- 『君はなぜ、苦しいのか』（2023年、中央論社）
- 『教育虐待』（2023年、早川書房）
- 『世界と比べてわかる日本の貧困のリアル』（2023年、PHP研究所）

## 編著
- ノンフィクション新世紀-世界を変える、現実を書く。（責任編集、2012年、河出書房新社）

## テレビ・ラジオレギュラー
- NHK総合テレビ「NEWS　WEB」ナビゲーター（2014年～2015年　火曜日ネットナビゲーター3期）[8]
- TOKYO FM「ニュースが伝えない深層とドキュメンタリー」パーソナリティー（2019年～2021年　毎週木曜日）[13]
- NHK総合テレビ「クローズアップ現代＋」コメンテーター（2019年～2022年　毎週水曜日）[15]